# Enrique Rau
Enrique Rau (Coronel Suárez, 29 de septiembre de 1899 – Mar del Plata, 20 de agosto de 1971) fue un sacerdote y obispo argentino que se desempeñó como 2° Obispo de Resistencia, entre 1954 a 1957 y como 1° Obispo de Mar del Plata, desde 1957 hasta su fallecimiento en 1971.

## Trayectoria
Nació en Colonia San Miguel, en el partido de Olavarría, en las inmediaciones de Coronel Suárez, Argentina en el año 1899.
Culminó su preparación como sacerdote en 1922 en el seminario de Devoto. 
Ejerció como sacerdote hasta 1951 que fue nombrado Obispo Titular de Voncaria y auxiliar de La Plata, ejerciendo por dos años cuando fue nombrado como obispo a Resistencia, Chaco, pero no pudo hacerse cargo hasta dos años después de su nuevo destino a causa de las enfermedades que le produjeron las persecuciones contra la Iglesia de esa época. 
Fue trasladado a Mar del Plata, llegando a ser su primer obispo.
Se dedicó a estudiar teología llegando a ser reconocido en esa materia, y profesor en esa especialidad además de humanidades, sociología y filosofía. Tuvo como alumnos a los futuros cardenales Primatesta, Pironio y Quarracino.
Tuvo activa participación en el Concilio Vaticano II siendo el representante de su país.
Como era obispo de una ciudad balnearia, y los turistas no iban los domingos a misa sino que iban a la playa, propuso ante la Santa Sede dar como válida de misa dominical la celebración litúrgica de los sábados por la tarde. Esa propuesta fue aceptada por el Papa quién dio la autorización de realizar pruebas piloto.
Se le imputa, haber cobijado durante 1962 y 1963, al incipiente Movimiento Nacionalista Tacuara.[¿quién?] Estos jóvenes, se reunían en el edificio anexo a la Catedral. De ahí surgió años más tarde, la violencia de la derecha peronista.

## Libros
- Espigas Jocistas, Buenos Aires, 1941.